# Caudatoscelis lagrecai
Caudatoscelis lagrecai es una especie de mantis de la familia Amorphoscelidae.

## Distribución geográfica
Se encuentra en Ghana y Nigeria.